# Jean Regenwetter
Jean Regenwetter (* 2. Februar 1943 in Petingen) ist ein ehemaliger luxemburgischer Radrennfahrer, Radsportfunktionär und Politiker.

## Sportliche Laufbahn und Leben
1960 siegte er in der nationalen Meisterschaft im Straßenrennen der Amateure. Regenwetter wurde 1998 Präsident des nationalen Radsportverbandes, der Fédération du Sport Cycliste Luxembourgeois (F.S.C.L). 2016 gab er das Amt an Camille Dahm ab. Regenwetter war einer der schärfsten Kritiker der Union Cycliste International (UCI) unter dem damaligen Präsidenten Pat McQuaid. Er warf dem damaligen Internationalen Radsportverband in der Affäre um Lance Armstrong und andere Dopingfälle Tatenlosigkeit im Kampf gegen Doping, Geldmacherei und fehlende Selbstkritik vor und forderte Reformen im Verband.

## Berufliches
Regenwetter war von 1974 bis 1999 Mitglied der Abgeordnetenkammer. Zudem war er einige Jahre als Gewerkschaftsfunktionär und Funktionär der Luxemburger Sozialistische Arbeiterpartei tätig. Auch war von 1977 bis 1989 Präsident der Arbeiterkammer Luxemburg (französisch „Chambre des salariés“). Von 1975 bis 1999 war er zudem in verschiedenen Funktionen als Kommunalpolitiker aktiv.

## Familiäres
Er ist der Vater der Tischtennisspielerin Peggy Regenwetter.